# Домлу
Домлу (фр. Domloup) — коммуна на северо-западе Франции, находится в регионе Бретань, департамент Иль и Вилен, округ Ренн, кантон Шатожирон. Расположена в 11 км к юго-востоку от Ренна, в 10 км от национальной автомагистрали N136.
Население (2019) — 3 680 человек. 

## Достопримечательности
- Церковь Святого Лупа XV-XVII веков, частично перестроенная в конце XIX века
- Часовня Нотр-Лам-де-ла-Ривьер XV века

## Экономика
Структура занятости населения:
- сельское хозяйство — 2,7 %
- промышленность — 15,7 %
- строительство — 26,5 %
- торговля, транспорт и сфера услуг — 37,6 %
- государственные и муниципальные службы — 17,5 %

Уровень безработицы (2018) — 7,2 % (Франция в целом —  13,4 %, департамент Иль и Вилен — 10,4 %). 

Среднегодовой доход на 1 человека, евро (2018) — 24 890 (Франция в целом — 21 730, департамент Иль и Вилен — 22 230).

## Демография
Динамика численности населения, чел.

## Администрация
Пост мэра Домлу с 2014 года занимает Жаки Лешабль (Jacky Lechâble). На муниципальных выборах 2020 года возглавляемый им независимый список был единственным.
| Период | Период | Фамилия       | Партия       | Примечания |
| ------ | ------ | ------------- | ------------ | ---------- |
| 1983   | 1995   | Ив Потье      |              |            |
| 1995   | 2014   | Андре Лельевр |              | печатник   |
| 2014   |        | Жаки Лешабль  | Разные левые |            |

## Галерея

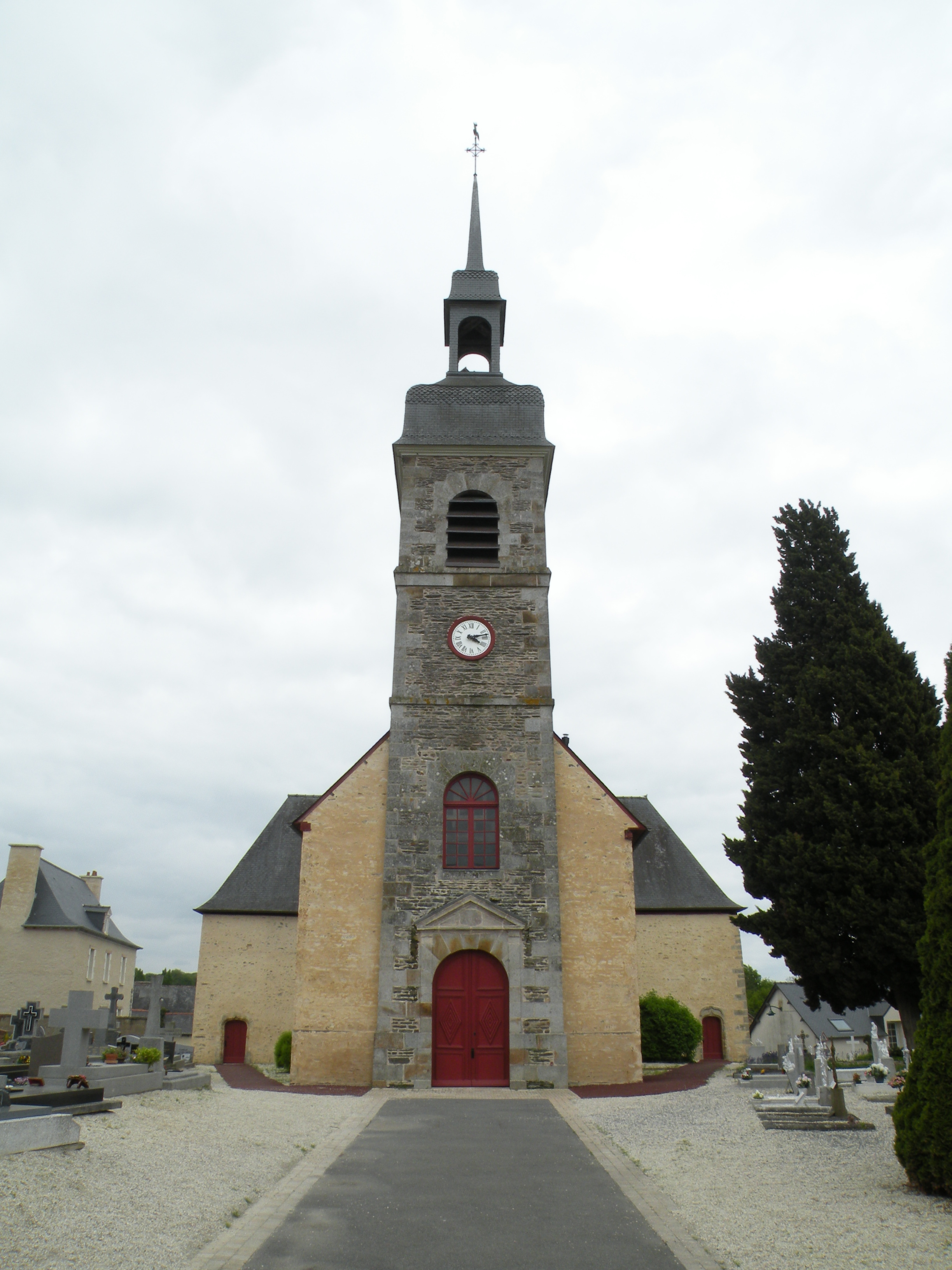
Церковь Святого Лупа
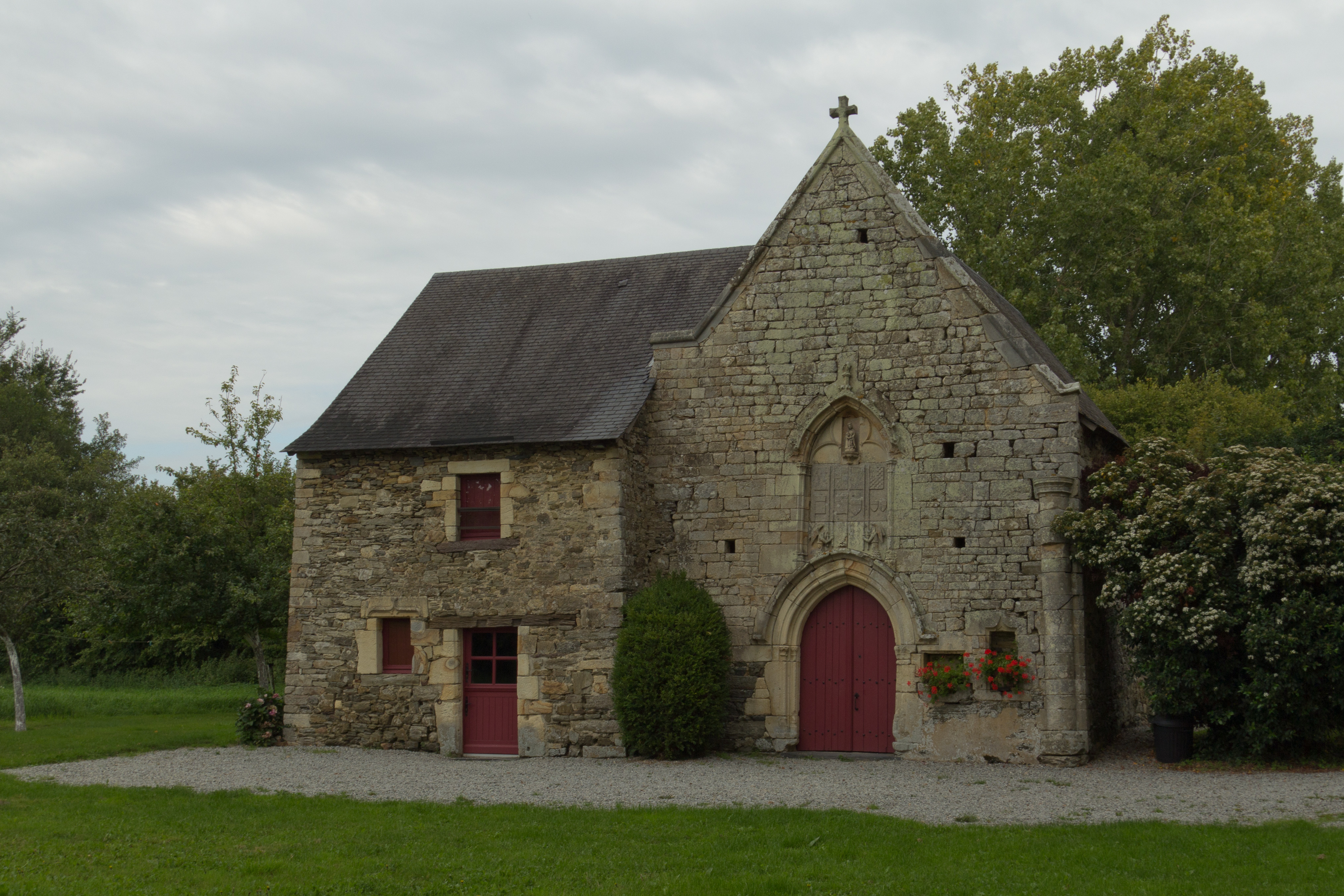
Часовня Нотр-Дам-де-ла-Ривьер